# Málaš
Málaš (hongrois : Kiskoszmály) est un village de Slovaquie situé dans la région de Nitra.

## Histoire
Première mention écrite du village en 1156.

## Démographie

### Évolution de la population
| Année:               | 1994. | 2004.   | 2014.    | 2024.   |
| -------------------- | ----- | ------- | -------- | ------- |
| Nombre de personnes: | 563   | 554     | 469      | 495     |
| Différence:          |       | -1,59 % | -15,34 % | +5,54 % |

| Année:               | 2023. | 2024.   |
| -------------------- | ----- | ------- |
| Nombre de personnes: | 486   | 495     |
| Différence:          |       | +1,85 % |